# Biblioteca Tarsia

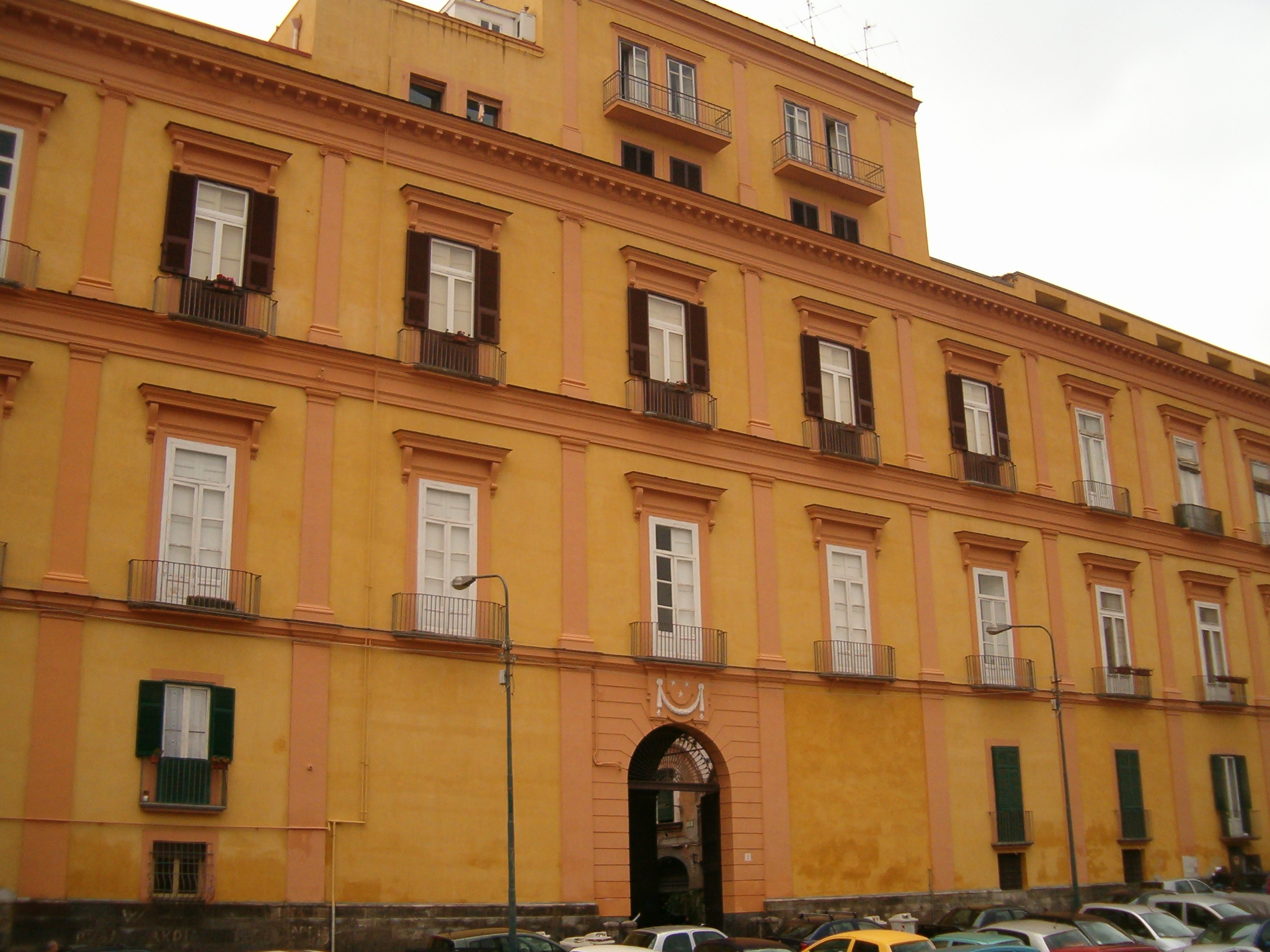
Palazzo Spinelli di Tarsia, che fu sede della biblioteca

La storica Biblioteca Tarsia fu fondata a Napoli nel 1747 da Ferdinando Vincenzo Spinelli, principe di Tarsia, che vi raccolse un circolo intellettuale di ispirazione illuminista, dedito allo studio e alla sperimentazione della fisica newtoniana e dell'elettricità. La sua sede era nel Palazzo Spinelli di Tarsia. 
Pur avendo uno status di proprietà privata, era aperta al pubblico per tre giorni alla settimana. La biblioteca era conosciuta non solo per la dotazione libraria, ma anche per la ricchezza delle sue sale e gli ornamenti. Gli armadi, ad esempio, erano adornati con sculture dorate di ritratti di uomini illustri. Bibliotecario del principe fu Niccolò Giovio, dell'omonima famiglia patrizia genovese, che assunse il nome arcadico di Eupidio Siriano. Annessi alla biblioteca erano dei laboratori contenenti molti strumenti utilizzati per osservazioni astronomiche, una meridiana progettata nel 1749 da Felice Sabatelli professore di astronomia e nautica all'università di Napoli, e apparecchiature per la sperimentazione fisica ed elettrica. 
Tra i membri del sodalizio mecenatico vi fu Maria Angela Ardinghelli e i fratelli Berardo e Ferdinando Galiani. 
La sede del palazzo ha in seguito ospitato nei suoi spazi il Reale Istituto d'Incoraggiamento di Napoli.